# Bordetella avium
Bordetella avium ist ein gramnegatives, stäbchenförmiges, obligat aerobes Bakterium aus der  Gattung Bordetella. Es ist von veterinärmedizinischer Bedeutung als Infektionserreger bei Geflügel, daher stammt auch der Artname avium (Genitiv Plural von lateinisch avis „Vogel“). Die Krankheit betrifft vor allem Puten und wird als Putenschnupfen bezeichnet. Bordetella avium zeichnet sich durch fehlende Harnstoffspaltung und Nitratreduktion aus, wodurch sie von Bordetella bronchiseptica zu unterscheiden ist. Das Genom des Bakterienstammes Bordetella avium 197N wurde 2006 vollständig sequenziert.

## Merkmale

### Erscheinungsbild
Die Zellen von Bordetella avium sind kurze Stäbchen. Sie sind gramnegativ. Die Zellen sind 1,0–2,0 μm lang und 0,4–0,5 μm breit. Die Art ist – wie Bordetella bronchiseptica – motil, sie kann sich mit Hilfe von fünf bis acht peritrich angeordneten Geißeln selbständig bewegen. Die Ausbildung der Flagellen hängt von der Wachstumstemperatur ab, bei 20 °C inkubierte Kulturen enthalten mehr begeißelte Zellen als Kulturen, die bei 35 °C gewachsen sind. Dieser Effekt tritt bei B. bronchiseptica nicht auf. Endosporen werden nicht gebildet. Die Zellen tragen Pili (Fimbrien) auf ihrer Oberfläche und sind von einer Kapsel umgeben. Sie erscheinen im lichtmikroskopischen Bild einzeln oder in Paaren gelagert.
Auf festen Nährböden wachsen die Zellen zu sehr kleinen Kolonien heran, diese sind transparent. Ihr Durchmesser beträgt weniger als 1,0 mm. Auf Blutagar findet – anders als bei den klassischen Bordetella-Arten – keine Hämolyse statt. Kolonien von B. avium können auf Pepton-haltigen Nährmedien, die kein Blut enthalten, braune Pigmente bilden, allerdings tritt die Pigmentierung seltener auf als bei B. parapertussis, so dass das Merkmal für die Art als variabel angegeben wird. Ähnlich wie bei B. bronchiseptica gibt es auch bei Kolonien von B. avium eine S-R-Modulation. Dabei stehen die Abkürzungen S und R für das Aussehen der Kolonien, englisch smooth, „glatt“ und englisch rough, „rau“ (vergleiche Griffiths Experiment). Dieses Verhalten tritt am ehesten auf Blutagar auf, dabei sind die rauen Kolonien größer. Eine Veränderung von der S- zur R-Form kann spontan erfolgen, allerdings wurde dies bei der Untersuchung von 28 Bakterienstämmen nur bei drei Stämmen beobachtet.

### Wachstum und Stoffwechsel
Der Stoffwechsel von Bordetella avium beruht auf der Atmung, die Art ist strikt aerob, benötigt also Sauerstoff zum Wachsen. Der Katalase-Test und der Oxidase-Test verlaufen positiv. Weiterhin ist der Stoffwechsel als chemoorganotroph und heterotroph zu kennzeichnen, B. avium benutzt organische Verbindungen als Energiequelle und ebenso zum Aufbau zelleigener Stoffe. Dabei ist sie asaccharolytisch, d. h. sie kann keine Zucker (z. B. Glucose) verwerten, stattdessen gehören Aminosäuren zu den Substraten, die abgebaut werden. Dies muss bei der Wahl des passenden Nährmediums zur Kultivierung berücksichtigt werden, wobei B. avium nicht so anspruchsvoll ist wie B. pertussis.
Die optimale Temperatur für das Wachstum liegt bei 37 °C. Für die Kultivierung geeignet ist der auch für B. parapertussis (siehe dort) eingesetzte Bordet-Gengou-Blutagar. Auch einfache Nährmedien sind geeignet, falls sie Aminosäuren oder Pepton enthalten. Weiterhin gelingt die Kultivierung auf MacConkey-Agar und Salmonella-Shigella-Agar. Nach Inkubation über 1–2 Tage bei 37 °C lassen sich Kolonien erkennen. Die auf den Nährmedien herangewachsene Bakterienkultur kann dann biochemisch untersucht werden, um sie von den verwandten Bordetella-Arten zu unterscheiden.
Biochemische Merkmale, wie beispielsweise die vorhandenen Enzyme und die daraus resultierenden Stoffwechseleigenschaften können in einer Bunten Reihe zur Identifizierung von B. avium verwendet werden. Neben dem positiven Katalase- und Oxidase-Test können folgende Merkmale herangezogen werden: Sie führt keine Nitratreduktion durch, d. h. Nitrat wird nicht zu Nitrit reduziert. Der Urease-Test fällt negativ aus, die Art ist nicht in der Lage, Harnstoff abzubauen. Ebenso wenig kann Gelatine durch Hydrolyse abgebaut werden, es findet auch keine Äskulinhydrolyse statt. Der Indol-Test verläuft negativ. Da keine Kohlenhydrate abgebaut werden, erfolgt auch keine Säurebildung, somit ist die Methylrot-Probe ebenfalls negativ. Sie kann die Aminosäuren L-Asparaginsäure, L-Glutaminsäure und L-Prolin abbauen. Weitere organische Verbindungen, die als Energiequelle und zum Aufbau zelleigener Stoffe verwertet werden können, sind Citrat, Pyruvat, Succinat, Fumarat und Glutarat. B. avium kann anhand einiger Merkmale von den anderen Arten unterschieden werden (vergleiche Übersicht).

### Genetik
Das Genom des Bakterienstammes Bordetella avium 197N (auch unter der Bezeichnung ATCC BAA-1003 geführt) wurde 2006 vollständig sequenziert. Dabei handelt es sich um einen Stamm, der Anfang der 1980er Jahre von einer erkrankten Pute aus einem Geflügelzuchtbetrieb in Ohio in den USA isoliert wurde. Das Genom weist eine Größe von 3732 Kilobasenpaaren (kb) auf, das ist in etwa 80 % der Genomgröße von Escherichia coli. Es liegt als zirkuläres Bakterienchromosom vor. Es sind 3381 Proteine annotiert.
Der GC-Gehalt (der Anteil der Nukleinbasen Guanin und Cytosin) in der Bakterien-DNA liegt bei etwa 62 Mol-Prozent, während der GC-Gehalt der klassischen Bordetella-Arten mit 68 Mol-Prozent etwas höher liegt.
Der Vergleich mit den 2003 ermittelten Genomgrößen von B. bronchiseptica (5339 kb), B. parapertussis (4774 kb) und B. pertussis (4086 kb) zeigt, dass das Genom von B. avium am kleinsten ausfällt. Eine mögliche Erklärung ist die Anpassung an einen Wirt, in diesem Fall Geflügel, während B. bronchiseptica zahlreiche Säugetiere als Wirt infizieren kann. Durch die Wirtsbeschränkung sind nicht mehr „benötigte“ Gene verloren gegangen. Es wurden mehr als 1100 Gene im Genom identifiziert, die bei B. bronchiseptica nicht auftreten und die mit der Wirtsanpassung in Verbindung gebracht werden. Es handelt sich überwiegend um Gene, die für Proteine codieren, die als Oberflächenproteine oder sekretorische Proteine zur Anpassung an den Respirationstrakt von Vögeln und nicht von Säugetieren geeignet sind.

### Pathogenität
Wenn auch opportunistische Infektionen vorkommen, gilt Bordetella avium generell als apathogen (nicht „krankheitserregend“) für den Menschen. Durch die Biostoffverordnung in Verbindung mit der TRBA (Technische Regeln für Biologische Arbeitsstoffe) 466 wird sie der Risikogruppe 2 zugeordnet, somit wird festgestellt, dass sie eine Krankheit beim Menschen hervorrufen kann. Allerdings wird dies durch eine Anmerkung weiter erläutert: Sie ist pathogen für Wirbeltiere, der Mensch wird unter natürlichen Bedingungen nicht befallen. Nach dem Schutzkonzept der Biostoffverordnung für Arbeitnehmer, die mit biologischen Arbeitsstoffen arbeiten, wird hierdurch berücksichtigt, dass beim Umgang mit hohen Erregerkonzentrationen möglicherweise eine Infektionsgefahr gegeben ist.
Die genetische Untersuchung (2006) zielte darauf ab, mehr über die Virulenzfaktoren von B. avium zu erfahren. Die am besten untersuchte Art Bordetella pertussis (Erreger des Keuchhustens) verfügt über zahlreiche Virulenzfaktoren, wie das filamentöse Hämagglutinin (FHA) und das Pertussistoxin (PT), dabei handelt es sich um ein Protein, das als Exotoxin und Adhäsin wirkt. Im Vergleich zu den klassischen Bordetellen finden sich bei B. avium nur einige dieser Faktoren. Dazu gehört das filamentöse Hämagglutinin (FHA), die als Antigene wirkenden Fimbrien, das Tracheale Cytotoxin (TCT) und das hitzelabile Toxin. Letzterem  wird eine hautnekrotisierende Wirkung zugeschrieben, es wird daher auch als dermanekrotisches Toxin (englisch dermonecrotic toxin, DNT) bezeichnet. Hingegen sind das Pertussistoxin und das von der Adenylatcyclase gebildete Hämolysin (CyaA) bei B. avium nicht zu finden, sie scheinen bei der Infektion von Vögeln keine Rolle zu spielen, so dass die dafür codierenden Gene verloren gegangen sind.

## Vorkommen
Die Untersuchungen, die zur Entdeckung von Bordetella avium führten, umfassten 28 Bakterienstämme. Diese wurden überwiegend von Puten isoliert. Die Pute wird auch Haustruthuhn genannt, es handelt sich um die domestizierte Form des Truthuhns. Daneben wurden Stämme auch von einem Huhn, einer Ente, einer Gans und einem Bronzemännchen (eine Gattung aus der Familie der Prachtfinken) isoliert. Die Isolate stammen aus unterschiedlichen geografischen Gebieten, wie den USA, Spanien, Frankreich, dem Vereinigten Königreich (UK), Deutschland, Israel und Japan. Bei serologischen Untersuchungen an verschiedensten Vögeln über den Zeitraum von 1998 bis 2000 konnte B. avium bei 41 der 61 untersuchten Arten nachgewiesen werden, darunter bei der Stockente, der Kanadagans und der Wildform des Truthuhns. Ähnlich wie B. bronchiseptica kann auch B. avium längere Zeit in der Umwelt überleben und wurde auch im Wasser gefunden.

## Systematik

### Äußere Systematik
Bordetella avium ist eine von mehreren Arten aus der Gattung Bordetella in der Familie der Alcaligenaceae, diese wird zu der Ordnung der Burkholderiales in der Klasse der Betaproteobacteria gestellt. Einer der Bakterienstämme, die in der Erstbeschreibung der Art zugeordnet wurden, wurde davor zur Art Alcaligenes faecalis (Typusart der Gattung Alcaligenes) gerechnet. Tatsächlich zeigten die phylogenetischen Untersuchungen von Kersters u. a. eine nahe Verwandtschaft von B. avium mit Alcaligenes denitrificans (mittlerweile als Achromobacter denitrificans bezeichnet) und Achromobacter xylosoxidans (mittlerweile als Unterart von Achromobacter denitrificans angesehen).

### Innere Systematik
Von der Gattung Bordetella sind die Arten B. bronchiseptica, B. pertussis und B. parapertussis seit der ersten Hälfte des 20. Jahrhunderts bekannt. Sie werden auch als „klassische“ Bordetella-Arten bezeichnet und ähneln sich auffallend, so dass auch eine Einordnung als Unterarten diskutiert wird. Bordetella avium wurde 1984 von Karel Kersters et al. als vierte Bordetella-Art entdeckt und erstbeschrieben. Wie erwähnt, wurde auch ein Bakterienstamm, der zuvor der Art Alcaligenes faecalis zugeordnet wurde, als B. avium identifiziert. Dies beruht allerdings auf der früheren, fehlerhaften Zuordnung des Stammes, somit stellt Alcaligenes faecalis kein Synonym dar.
Neben den phylogenetischen Untersuchungen (vor allem  an der 16S rRNA, ein für Prokaryoten typischer Vertreter der ribosomalen RNA) wurden auch phänotypische Merkmale verglichen und eine Polyacrylamid-Gelelektrophorese der Bakterienproteine durchgeführt. Damit wurde gezeigt, dass B. avium zu der Gattung Bordetella gehört, da mehr Gemeinsamkeiten mit den damals bekannten Spezies vorliegen als mit den Vertretern der verwandten Gattungen Alcaligenes oder Achromobacter. Weiterführende genetische Untersuchungen von 2006 bestätigen jedoch, dass B. avium phylogenetisch relativ weit von den klassischen Bordetellen einzuordnen ist. Der Stamm B. avium ATCC 35086 ist der Typusstamm der Art. Bisher (Stand 2014) wurde nur das Genom des Stammes B. avium 197N vollständig untersucht. Es sind mehrere Bakterienstämme in verschiedenen Sammlungen von Mikroorganismen hinterlegt.

### Etymologie
Der Gattungsname wurde zu Ehren des belgischen Mikrobiologen Jules Bordet gewählt. Das Artepitheton bezieht sich auf das Vorkommen und die Bedeutung als Infektionserreger bei Geflügel, avium (Genitiv Plural von Lateinisch avis, „Vogel“) bedeutet „der Vögel“ (Genitiv).

## Veterinärmedizinische Bedeutung
Bordetella avium ist von veterinärmedizinischer Bedeutung als Erreger einer Infektionskrankheit bei Geflügel. Eine Infektion mit B. avium wird – genauso wie eine Infektion mit B. bronchiseptica bei Säugetieren – in der Veterinärmedizin als Bordetellose (englisch bordetellosis) bezeichnet. Auch die Bezeichnung aviäre Bordetellose wird verwendet. Die bei Puten häufig auftretende Infektionskrankheit wird dann Putenschnupfen (englisch turkey coryza) genannt, wobei Coryza ein Synonym für Rhinitis („Schnupfen“) ist. Anhand der Symptome kann sie nicht von der Putenrhinotracheitis (verursacht durch ein Pneumovirus) unterschieden werden.
Ähnlich wie bei den klassischen Arten B. pertussis und B. parapertussis beim Menschen bzw. B. bronchiseptica bei einer Vielzahl von Säugetieren sind die zilientragenden Epithelzellen des Respirationstraktes der Angriffspunkt des Erregers. Bei B. avium ist vor allem der obere Respirationstrakt (Atemtrakt) betroffen, nach den medizinischen Fachbegriffen für Erkrankung der Nase und Luftröhre wird dies als Rhinotracheitis bezeichnet. Die Krankheit verläuft bei Geflügel ähnlich wie die entsprechende Infektionen bei anderen Wirten durch die verwandten Spezies. Da B. avium längere Zeit in der Umwelt, beispielsweise in Wasser und verdünnten Salzlösungen überleben kann, wird angenommen, dass eine Schmierinfektion als Infektionsweg möglich ist. Üblich ist die Übertragung des Krankheitserregers durch Tröpfchen (Tröpfcheninfektion), die erkrankte Tiere durch Niesen abgeben.
B. avium infiziert zahlreiche domestizierte Geflügelarten, ebenso wie deren als Wildtiere lebende Verwandte. Besonders Puten (Haustruthühner) in Geflügelzuchtbetrieben sind sehr empfindlich, aber auch die Wildform des Truthuhns (Meleagris gallopavo) ist betroffen. Die Infektion ist hochansteckend und tritt außer bei Puten auch bei Hühnern, Gänsen und Enten auf. Besonders bei Putenküken im ersten Lebensmonat kommt es zu einem Komplex aus Nasenschleimhautentzündung, Nasennebenhöhlenentzündung, Bindehautentzündung, Entzündung der Luftröhre und manchmal sogar Bronchien- und Lungenentzündung. Die Inkubationszeit beträgt 7–11 Tage. In einem betroffenen Bestand kann die Morbidität 80–100 % betragen. Aviäre Bordetellose ist in den USA ein wirtschaftliches Problem in der Putenmast. Die Infektion mit B. avium wird oft noch durch Sekundärinfektion mit anderen Bakterien oder Viren verschlimmert. Die erkrankten Vögel nehmen nicht ausreichend an Gewicht zu, auch Todesfälle kommen vor.
Zur Vorbeugung wurden bereits Lebendimpfstoffe getestet, in Deutschland steht aber noch kein zugelassenen Präparat zur Verfügung. Zur Therapie können verschiedene Antibiotika eingesetzt werden, beispielsweise aus der Gruppe der Tetracycline. Eine 2013 veröffentlichte Untersuchung in den USA an mehr als 20 Isolaten, die über einen längeren Zeitraum von erkrankten Puten gewonnen wurden, zeigt eine Resistenz von B. avium gegen mehrere Antibiotika, auch gegen Tetracycline. Die meisten Isolate sind resistent gegen Erythromycin, mehrere gegen Ampicillin. Alle untersuchten Isolate sind resistent gegen Aztreonam, folglich wird dieses Antibiotikum als Zusatz im Nährmedium empfohlen, um B. avium selektiv anzuzüchten. Die mikrobiologische Untersuchungen durch ein Antibiogramm oder die Bestimmung der minimalen Hemm-Konzentration haben hingegen die Sensitivität von B. avium gegenüber Aminoglykosid-Antibiotika (Amikacin, Gentamicin), Cephalosporinen, wie Cefoperazon, Ceftazidim und Cefepim sowie Piperacillin ergeben.